# Arnošt August I. Hannoverský
Arnošt August I. Hannoverský (německy Ernst August, 5. června 1771, Buckinghamský palác Londýn – 18. listopadu 1851, Hannover) byl v letech 1837–1851 král hannoverský a vévoda Brunšvicko-Lüneburský.

## Biografie
Arnošt August se narodil v Buckinghamském paláci Londýně 5. června roku 1771 jako osmé dítě (pátý syn) z patnácti potomků britského krále Jiřího III. a jeho manželky Šarloty Meklenbursko-Střelické. Od roku 1799 vévoda Cumberlandu a Teviotdale. Byl mladším bratrem Jiřího IV. a Viléma IV.
V roce 1786 odešel se svým dvěma mladšími bratry, Augustem Frederikem a Adolfem Frederikem studovat do Göttingenu. V roce 1791 tam vstoupil do hannoverské armády, aby se mu dostalo i vojenského vzdělání.
Arnošt August měl pověst nejméně příjemného syna Jiřího III. Politicky byl konzervativní, postavil se v roce 1828 tvrdě proti Zákonu o katolické rovnoprávnosti navrhovanému premiérem, vévodou Welingtonem.
V roce 1796 byl v Anglii přijat mezi Svobodné zednáře. Od roku 1828 byl velmistrem jím založené Velké lóže v Hannoveru.

## Vláda
Když 20. června 1837 zemřel jeho starší bratr, král Spojeného království a Hannoverska Vilém IV., na trůn Spojeného království nastoupila jeho neteř Viktorie, dcera čtvrtého syna Jiřího III., vévody z Kentu. Skončila tak personální unie Hannoverska se Spojeným královstvím.
Zatímco podle tehdejšího britského následnického řádu nastupovala dědička na trůn v případě, že neměla žádné bratry, v Hannoversku (jako německé zemi) se podle polosalického práva vztahoval přednostní nárok na trůn na větší okruh mužských příbuzných. Hannoverským králem se tak stal právě Arnošt August I., strýc královny Viktorie. Zůstal nicméně následníkem britského trůnu, a to od 20. června 1837 do 21. listopadu 1840, kdy královna Viktorie porodila svého prvního potomka, dceru Viktorii.
Arnošt August I. po svém nástupu na hannoverský trůn zrušil ústavu z roku 1833, ale v roce 1848 ji musel na nátlak obyvatelstva obnovit.

## Manželství a potomci

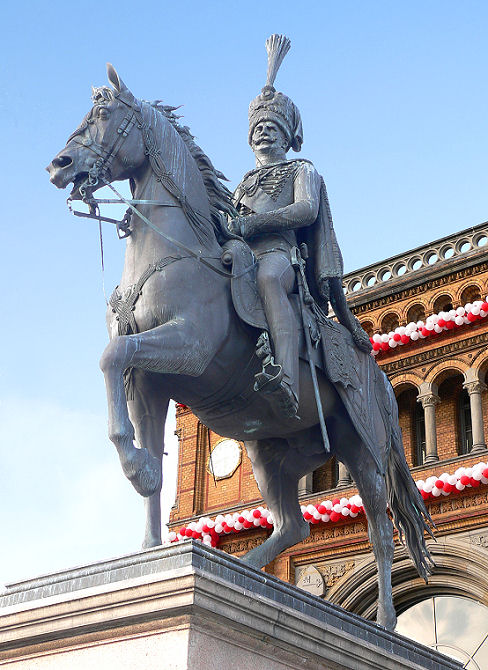
Jezdecká socha před hlavním nádražím v Hannoveru

Arnošt August se oženil v roce 1815 se svou sestřenicí Frederikou Meklenbursko-Střelickou (29. května v Neustrelitz v zastoupení, 29. srpna potom znovu, za přítomnosti nevěsty, v Carlton House v Londýně.
Jeho matka, královna Šarlota Meklenbursko-Střelická, se stavěla proti tomuto svazku, protože nevěsta byla její neteří, kromě toho byla předtím již dvakrát vdaná (přičemž se vědělo o jejím románku v prvním manželství a druhé manželství bylo uzavřeno pod tlakem jejího pokročilého těhotenství; vztah s Arnoštem Augustem započal již za manželova života a požádala kvůli němu o rozvod, jehož uskutečnění předešla manželova smrt; mezi těmito dvěma manželstvími byla neoficiálně zasnoubena s mladším bratrem Arnošta Augusta Adolfem Frederikem, k čemuž však jeho rodiče nedali souhlas) a z předchozích manželství měla devět dětí.
Z manželství Arnošta Augusta a Frederiky vzešli tři potomci, dvě první dcery se však narodily mrtvé:
- 1. Frederika (*/† 27. 1. 1817)
- 2. dcera (*/† 1818)
- 3. Jiří Frederik Alexandr Karel Arnošt August (27. 5. 1819 Berlín – 12. 6. 1878 Paříž), poslední hannoverský král v letech 1851–1866, vévoda z Cumberlandu a Teviotdale
  - ⚭ 1843 Marie Sasko-Altenburská (14. 4. 1818 Hildburghausen – 9. 1. 1907 Gmunden)

Zemřel v 80 letech věku na zámku Herrenhausen 18. listopadu roku 1851. Byl pohřben po boku své manželky, královny Frederiky, v mauzoleu v zámeckých zahradách Herrenhausenu. Po jeho smrti v roce 1851 nastoupil na trůn jeho syn Jiří V. V roce 1861 nechal svému otci postavit pomník – jezdeckou sochu na náměstí před hlavním nádražím v Hannoveru; dnes jde o velmi oblíbené místo srazů, kdy si lidé domlouvají schůzku "pod ocasem" (koně).

## Vývod z předků
|                              |                                                  |  |                                |                                                  |  |  |  |  |  |  |  | Jiří I. |
|                              |                                                  |  |                                |                                                  |  |  |  |  |  |  |  |         |
|                              | Jiří II.                                         |  |                                |                                                  |  |  |  |  |  |  |  |         |
|                              |                                                  |  |                                |                                                  |  |  |  |  |  |  |  |         |
|                              |                                                  |  |                                | Žofie Dorotea z Celle                            |  |  |  |  |  |  |  |         |
|                              |                                                  |  |                                |                                                  |  |  |  |  |  |  |  |         |
|                              | Frederik Ludvík Hannoverský                      |  |                                |                                                  |  |  |  |  |  |  |  |         |
|                              |                                                  |  |                                |                                                  |  |  |  |  |  |  |  |         |
|                              |                                                  |  |                                | Jan Fridrich Braniborsko-Ansbašský               |  |  |  |  |  |  |  |         |
|                              |                                                  |  |                                |                                                  |  |  |  |  |  |  |  |         |
|                              | Karolina z Ansbachu                              |  |                                |                                                  |  |  |  |  |  |  |  |         |
|                              |                                                  |  |                                |                                                  |  |  |  |  |  |  |  |         |
|                              |                                                  |  |                                | Eleonora Sasko-Eisenašská                        |  |  |  |  |  |  |  |         |
|                              |                                                  |  |                                |                                                  |  |  |  |  |  |  |  |         |
|                              | Jiří III.                                        |  |                                |                                                  |  |  |  |  |  |  |  |         |
|                              |                                                  |  |                                |                                                  |  |  |  |  |  |  |  |         |
|                              |                                                  |  |                                | Fridrich I. Sasko-Gothajsko-Altenburský          |  |  |  |  |  |  |  |         |
|                              |                                                  |  |                                |                                                  |  |  |  |  |  |  |  |         |
|                              | Fridrich II. Sasko-Gothajsko-Altenburský         |  |                                |                                                  |  |  |  |  |  |  |  |         |
|                              |                                                  |  |                                |                                                  |  |  |  |  |  |  |  |         |
|                              |                                                  |  |                                | Magdaléna Sibyla Sasko-Weissenfelská             |  |  |  |  |  |  |  |         |
|                              |                                                  |  |                                |                                                  |  |  |  |  |  |  |  |         |
|                              | Augusta Sasko-Gothajská                          |  |                                |                                                  |  |  |  |  |  |  |  |         |
|                              |                                                  |  |                                |                                                  |  |  |  |  |  |  |  |         |
|                              |                                                  |  |                                | Karel Anhaltsko-Zerbstský                        |  |  |  |  |  |  |  |         |
|                              |                                                  |  |                                |                                                  |  |  |  |  |  |  |  |         |
|                              | Magdalena Augusta Anhaltsko-Zerbstská            |  |                                |                                                  |  |  |  |  |  |  |  |         |
|                              |                                                  |  |                                |                                                  |  |  |  |  |  |  |  |         |
|                              |                                                  |  |                                | Žofie Sasko-Weissenfelská                        |  |  |  |  |  |  |  |         |
|                              |                                                  |  |                                |                                                  |  |  |  |  |  |  |  |         |
| Arnošt August I. Hannoverský |                                                  |  |                                |                                                  |  |  |  |  |  |  |  |         |
|                              |                                                  |  |                                |                                                  |  |  |  |  |  |  |  |         |
|                              |                                                  |  | Adolf Fridrich I. Meklenburský |                                                  |  |  |  |  |  |  |  |         |
|                              |                                                  |  |                                |                                                  |  |  |  |  |  |  |  |         |
|                              | Adolf Fridrich II. Meklenbursko-Střelický        |  |                                |                                                  |  |  |  |  |  |  |  |         |
|                              |                                                  |  |                                |                                                  |  |  |  |  |  |  |  |         |
|                              |                                                  |  |                                | Marie Kateřina Brunšvicko-Dannenberská           |  |  |  |  |  |  |  |         |
|                              |                                                  |  |                                |                                                  |  |  |  |  |  |  |  |         |
|                              | Karel Ludvík Fridrich Meklenbursko-Střelický     |  |                                |                                                  |  |  |  |  |  |  |  |         |
|                              |                                                  |  |                                |                                                  |  |  |  |  |  |  |  |         |
|                              |                                                  |  |                                | Kristián Vilém I. Schwarzbursko-Sondershausenský |  |  |  |  |  |  |  |         |
|                              |                                                  |  |                                |                                                  |  |  |  |  |  |  |  |         |
|                              | Christiana Emilie Schwarzbursko-Sondershausenská |  |                                |                                                  |  |  |  |  |  |  |  |         |
|                              |                                                  |  |                                |                                                  |  |  |  |  |  |  |  |         |
|                              |                                                  |  |                                | Antonie Sibyla Barby-Mühlingenská                |  |  |  |  |  |  |  |         |
|                              |                                                  |  |                                |                                                  |  |  |  |  |  |  |  |         |
|                              | Šarlota Meklenbursko-Střelická                   |  |                                |                                                  |  |  |  |  |  |  |  |         |
|                              |                                                  |  |                                |                                                  |  |  |  |  |  |  |  |         |
|                              |                                                  |  |                                | Arnošt Sasko-Hildburghausenský                   |  |  |  |  |  |  |  |         |
|                              |                                                  |  |                                |                                                  |  |  |  |  |  |  |  |         |
|                              | Arnošt Fridrich I. Sasko-Hildburghausenský       |  |                                |                                                  |  |  |  |  |  |  |  |         |
|                              |                                                  |  |                                |                                                  |  |  |  |  |  |  |  |         |
|                              |                                                  |  |                                | Žofie Henrieta Waldecká                          |  |  |  |  |  |  |  |         |
|                              |                                                  |  |                                |                                                  |  |  |  |  |  |  |  |         |
|                              | Alžběta Sasko-Hildburghausenská                  |  |                                |                                                  |  |  |  |  |  |  |  |         |
|                              |                                                  |  |                                |                                                  |  |  |  |  |  |  |  |         |
|                              |                                                  |  |                                | Jiří Ludvík I. Erbašský                          |  |  |  |  |  |  |  |         |
|                              |                                                  |  |                                |                                                  |  |  |  |  |  |  |  |         |
|                              | Žofie Albertina z Erbachu                        |  |                                |                                                  |  |  |  |  |  |  |  |         |
|                              |                                                  |  |                                |                                                  |  |  |  |  |  |  |  |         |
|                              |                                                  |  |                                | Amálie Kateřina Waldecko-Eisenberská             |  |  |  |  |  |  |  |         |
|                              |                                                  |  |                                |                                                  |  |  |  |  |  |  |  |         |